# (6459) Hidesan
(6459) Hidesan (1992 UY5) – planetoida z pasa głównego asteroid okrążająca Słońce w ciągu 5,27 lat w średniej odległości 3,03 j.a. Odkryta 28 października 1992 roku.